# Samy Bengio
Pour les articles homonymes, voir Bengio.
Samy Bengio est un informaticien québécois, directeur principal de la recherche sur l'intelligence artificielle et l'apprentissage automatique chez Apple, et ancien scientifique de longue date chez Google, connu pour avoir dirigé un grand groupe de chercheurs travaillant sur l'apprentissage automatique, incluant les attaques contre les algorithmes d'apprentissage automatique (en).
Samy Bengio a quitté Google peu après que l'entreprise ait licencié un membre de son équipe, Timnit Gebru, sans l'en avertir au préalable,. À l'époque, Bengio a déclaré qu'il avait été abasourdi par ce qui était arrivé à Gebru.
En 2002, alors chercheur à l'institut de recherche Idiap, il fait partie des trois auteurs qui ont développé Torch (en), l'ancêtre de PyTorch, l'un des deux plus grands frameworks d'apprentissage machine actuels.

## Formation
Samy Bengio a obtenu son doctorat en informatique en 1993 de l'Université de Montréal avec une thèse intitulée Optimization of a Parametric Learning Rule for Neural Networks. Auparavant, il avait obtenu de la même université un bacalauréat en informatique en 1986 et une maîtrise en informatique en 1989 avec une thèse sur l'intégration des systèmes de tutorat traditionnels et intelligents.

## Contributions scientifiques
Selon le Digital Bibliography & Library Project, Samy Bengio est l'auteur d'environ 250 articles scientifiques sur les réseaux neuronaux, l'apprentissage automatique, l'apprentissage profond, les statistiques, la vision par ordinateur et le traitement du langage naturel. 
Les plus cités comprennent certains des premiers travaux qui ont déclenché la révolution de l'apprentissage profond dans les années 2010 en montrant comment explorer les nombreuses représentations apprises obtenues grâce à l'apprentissage profond, l'une des premières approches d'apprentissage profond pour le sous-titrage des images, les efforts visant à comprendre pourquoi l'apprentissage profond fonctionne, ce qui a conduit à de nombreux travaux ultérieurs.
Il a également travaillé sur la première preuve que des exemples adverses (en) peuvent exister dans le monde réel, c'est-à-dire qu'il est possible de modifier un objet physique de telle sorte qu'un système d'apprentissage automatique soit trompé et sur l'un des premiers travaux sur la reconnaissance à partir de zéro, c'est-à-dire la reconnaissance de classes qui n'ont jamais été vues pendant l'entraînement.